# Claudia Parodi
Claudia Parodi (Ciudad de México, 25 de febrero de 1947-Los Ángeles, 15 de noviembre de 2015) fue una profesora de lingüística y hispánica en el Departamento de Español y Portugués de la Universidad de California en Los Ángeles. Estudió el contacto de lenguas en América, la sociolingüística del español de los Estados Unidos y se interesó por la lingüística formal. También estudió temas relacionados con el México colonial, campo en el que ha desarrollado la teoría de la semántica cultural. Además, fue fundadora y directora del Centro de Estudios Coloniales Iberoamericanos (CECI) y del Centro de Estudios del Español de los Estados Unidos (CEEEUS).

## Historia académica
Recibió su licenciatura en Letras hispánicas y literatura en la Universidad Iberoamericana de México DF en 1969 y posteriormente su maestría en la Universidad Nacional Autónoma de México en 1972. En 1991 se doctoró en Lengua y Literatura Hispánicas en la Universidad de California en Los Ángeles. Ha enseñado en la Universidad Iberoamericana, en el Centro de Lingüística Hispánica de la UNAM y en el Departamento de Español y Portugués de UCLA.
Fue pionera de los estudios coloniales literarios con estudio y edición de las obras dramáticas de Cayetano Cabrera y Quintero, autor mexicano del siglo XVIII, que había permanecido inédito hasta antes de que Claudia Parodi lo publicara en la UNAM en 1972. A partir de su trabajo, varios estudiantes suyos estudiaron e hicieron ediciones de textos coloniales como Sergio López Mena, Patricia Quijas Corzo o Concepción Company Company en la UNAM. Su labor en este campo aparece citada en el "Diccionario de escritores mexicanos, siglo XX"  de Aurora Ocampo.
Inició los estudios de historiografía lingüística moderna en México con su obra La investigación lingüística en México, UNAM 1981, misma que continuó unos años después con Rebeca Barriga de El Colegio de México en el libro La lingüística en México 1980-1996. Ahora toda esta información es parte de una base de datos, llamada Lingmex que alberga El Colegio de México.
Una vez que pasó a la Universidad de California de Los Ángeles, inició el estudio del español de Estados Unidos como una variante del español mexicano y no como una corrupción del español, según lo han visto varios estudiosos del español en los Estados Unidos. Allí fundó CEEEUS. Además, coordina con Micaela Carrera de la Red, de la Universidad de Valladolid (España) el Proyecto de Historia del español de América de la Asociación de Lingüística y Filología de América Latina (ALFAL).
Continuó durante décadas con el estudio de la lengua y la literatura en la Colonia en el Centro de Estudios Coloniales Iberoamericanos (CECI), donde ella y su grupo de investigadores terminaron la edición crítica de El Neptuno Alegórico de Sor Juana Inés de la Cruz.
En la Universidad de California de Los Ángeles ganó varios premios por su labor en la enseñanza, entre ellos el Distinguished Teaching Award de UCLA en 2012-2013.

## Publicaciones
- Centro y periferia. Cultura, lengua y literatura virreinales en América. ISBN 9788484896128[12]
- Visiones del encuentro de dos mundos en América: Lengua, cultura, traducción y transculturación. ISBN 9786070206283[13]
- Key terms in Syntax. ISBN 9780826496560[14]
- El español de América. México. Cuadernos bibliográficos. Madrid: Arco Libros, 1999 (with Rebeca Barriga and Pedro Martín Butragüeño). ISBN 84-7635-360-X
- La lingüística en México (1980-1996). México, El Colegio de México, 1996 (with Rebeca Barriga). ISBN 968120896X
- Aspects of Romance Linguistics. Proceedings of the 24th Linguistic Symposium on Romance Languages. Georgetown University Press 1996 (co-editor with Carlos Quícoli, Mario Saltarelli and Ma. Luisa Zubizarreta). ISBN 978-1-57473-438-6
- Orígenes del español americano. Vol 1: Reconstrucción de la pronunciación, UNAM, 1995. ISBN 9683646719
- La investigación lingüística en México, México, UNAM, 1981. ISBN 9685801037
- Léxico del habla culta, México, UNAM, 1978 (co-author)
- El habla popular de la ciudad de México, México, UNAM, 1977 (co-author)
- El habla culta de la ciudad de México, México, UNAM, 1976   (co-author)
- Edición crítica, introducción y notas a Cayetano Javier de Cabrera y Quintero, Obra dramática, UNAM, 1976

Además, publicó más de noventa artículos de investigación y dio conferencias en una veintena de países.